# Pallacanestro Ribera 2008-2009
La stagione 2008-2009 della Pallacanestro Ribera è stata la sesta consecutiva disputata in Serie A1 femminile.

## Stagione
Sponsorizzata dal Banco di Sicilia, la società agrigentina si è classificata al tredicesimo posto nella massima serie e ha dovuto partecipare ai play-out. Nel primo turno è stata eliminata dalla Liomatic Umbertide e in finale ha perso contro l'ACP Livorno ed è retrocessa in Serie A2.

## Roster
| Giocatrici |
| ---------- |

| N° | Naz.                                       | Ruolo | Sportivo             | Anno | Alt. |  |  |
| -- | ------------------------------------------ | ----- | -------------------- | ---- | ---- |  |  |
| 4  | Italia (bandiera)                          | G     | Simona Falauto Perez | 1986 | 178  |  |  |
| 7  | Italia (bandiera)                          | A     | Monica Bonafede      | 1985 | 186  |  |  |
| 8  | Stati Uniti (bandiera)                     | PG    | Molly Creamer        | 1981 | 178  |  |  |
| 10 | Italia (bandiera)                          | AP    | Elena Riccardi       | 1982 | 187  |  |  |
| 11 | Stati Uniti (bandiera) · Italia (bandiera) | G     | Jami Montagnino      | 1985 | 186  |  |  |
| 12 | Stati Uniti (bandiera)                     | C     | Kaayla Chones        | 1981 | 191  |  |  |
| 14 | Italia (bandiera)                          | P     | Chiara Perfetti      | 1979 | 170  |  |  |
| 15 | Regno Unito (bandiera)                     | AP    | Julie Page           | 1983 | 188  |  |  |

| Staff tecnico                         |
| ------------------------------------- |
| Allenatore: Francesco Paolo Anselmo   |
| Vice Allenatore: Flavio Faraci        |
| Preparatore atletico: Nicola Siracusa |
| Fisioterapista: Pellegrino Barbiera   |
| Medico Sociale: Calogero Pennica      |

| Giocatrici acquisite a stagione in corso |
| ---------------------------------------- |

| N° | Naz.              | Ruolo | Sportivo           | Anno | Alt. |  |
| -- | ----------------- | ----- | ------------------ | ---- | ---- |  |
|    | Belgio (bandiera) | P     | Marjorie Carpréaux | 1987 | 162  |  |
| 18 | Italia (bandiera) | P     | Elena Russo        | 1988 | 178  |  |

| Giocatrici cedute a stagione in corso |
| ------------------------------------- |

| N° | Naz.                   | Ruolo | Sportivo        | Anno | Alt. |  |
| -- | ---------------------- | ----- | --------------- | ---- | ---- |  |
| 5  | Italia (bandiera)      | P     | Roberta Colico  | 1979 | 165  |  |
| 9  | Italia (bandiera)      | AP    | Alice Romagnoli | 1984 | 190  |  |
| 13 | Regno Unito (bandiera) | A     | Megan Moody     | 1983 | 188  |  |

Scheda su LegABasketFemminile.it
Fonte

## Organigramma societario
La dirigenza è composta da:
- Presidente: Alessandro Massinelli
- General Manager: Francesco Lima
- Dirigente accompagnatore: Giuseppe Firetto